# Bérig-Vintrange
Bérig-Vintrange là một xã trong tỉnh Moselle, vùng Grand Est đông bắc nước Pháp.